# Eremotylus subfuliginosus
Eremotylus subfuliginosus là một loài tò vò trong họ Ichneumonidae.